# Bethlehem (Nuevo Hampshire)
Bethlehem es un pueblo ubicado en el condado de Grafton en el estado estadounidense de Nuevo Hampshire. En el Censo de 2010 tenía una población de 2.526 habitantes y una densidad poblacional de 10,72 personas por km².

## Geografía
Bethlehem se encuentra ubicado en las coordenadas 44°15′38″N 71°36′33″O / 44.26056, -71.60917. Según la Oficina del Censo de los Estados Unidos, Bethlehem tiene una superficie total de 235.57 km², de la cual 234.65 km² corresponden a tierra firme y (0.39%) 0.91 km² es agua.

## Demografía
Según el censo de 2010, había 2.526 personas residiendo en Bethlehem. La densidad de población era de 10,72 hab./km². De los 2.526 habitantes, Bethlehem estaba compuesto por el 97.19% blancos, el 0.12% eran afroamericanos, el 0.51% eran amerindios, el 0.63% eran asiáticos, el 0.04% eran isleños del Pacífico, el 0.2% eran de otras razas y el 1.31% pertenecían a dos o más razas. Del total de la población el 1.7% eran hispanos o latinos de cualquier raza.